# John Cooper Works
John Cooper Works (JCW) es una marca de automóviles de origen inglés actualmente propiedad de BMW, que utiliza en sus vehículos MINI. La compañía del mismo nombre fue fundada en 2002 por Michael Cooper, hijo de John Newton Cooper, fabricante de coches de carreras y preparador responsable del Mini Cooper original.
En 2007, BMW adquirió los derechos sobre el nombre y compró la empresa en 2008.

## Preparaciones JCW

### Cooper
El primer paquete JCW fue una actualización para potenciar el motor del Mini Cooper hasta los 126 HP (128 CV; 94 kW). El paquete constaba de los siguientes componentes:
- Cabezas con orificios y flujo mejorados.
- Filtro de aire.
- Tubo de inyección cubierto.
- Escape mejorado, desde la parte trasera del convertidor catalítico.
- ECU reasignada.
- Emblemas decorativos.

A pesar de su precio de más de 2000 €, este paquete solamente producía un aumento de potencia de 11 HP (8,2 kW), un sonido del escape más deportivo y una respuesta de aceleración más nítida. La principal ventaja era que estas mejoras, aunque bastante menores, se podían realizar en el Cooper sin poner en peligro la garantía de fábrica. En 2004, se dejó de producir el paquete Cooper e introdujo el denominado "Sound kit", que constaba de un único sistema de admisión de aire, un escape de retorno y una reasignación de la ECU.

### Cooper S R52 y R53
El primer kit de JCW disponible para potenciar el Cooper S fue una actualización que producía un total de 200 HP (203 CV; 149 kW). Lanzado en 2002, el constaba de los siguientes componentes:
- Cabezas con orificios y flujo mejorados.
- 11% de reducción del tamaño de la polea del sobrealimentador, haciendo que gire más rápido para una velocidad particular del motor.
- Bujías de rango de temperatura más frío de un paso.
- Sistema de escape mejorado, manteniendo el mismo cabezal y convertidor catalítico.
- ECU reconfigurada.
- Insignias decorativas, placa de motor numerada individualmente y certificado firmado por Mike Cooper.

En ese momento, el kit no se podía pedir de fábrica, y tenía que ser instalado en un concesionario Mini, pero desde finales de 2005, el Cooper S se podía pedir con la actualización directamente de fábrica.
En 2005, se lanzó una actualización adicional que aumentó aún más la potencia hasta los 210 HP (213 CV; 157 kW) con los siguientes componentes:
- Inyectores mejorados a 380 cc/min en lugar de 330 cc/min.
- ECU reconfigurada para los nuevos inyectores.
- Sistema de admisión de aire mejorado y filtro de aire.

Al mismo tiempo, se lanzó el "kit Sound JCW", que constaba de un escape cat-back y un filtro de aire, lo que le confería al escape un tono más deportivo y un aumento de potencia de 3 HP (2,2 kW) por alrededor de 1100 €.

### Cooper S R55, R56 y R57

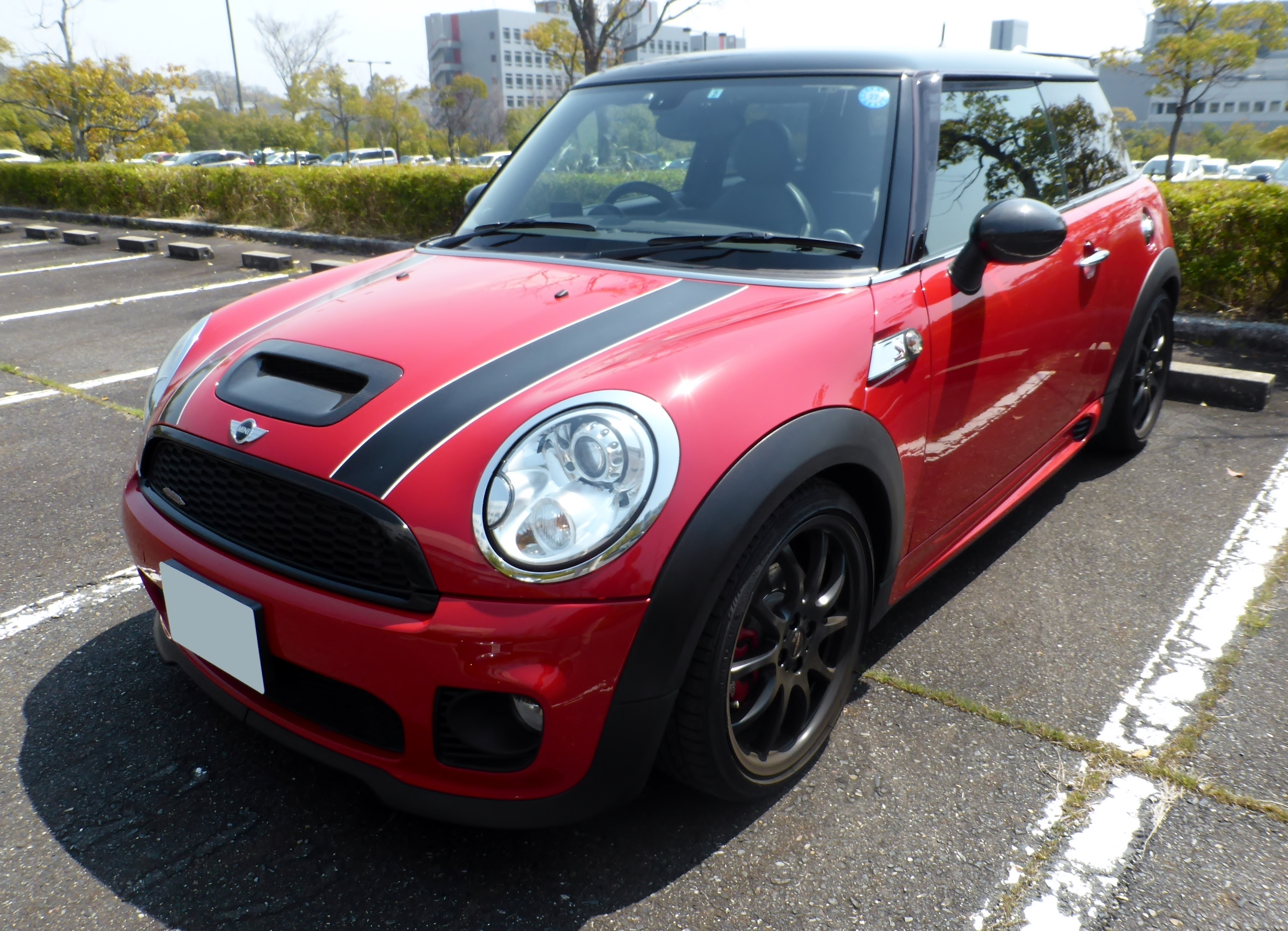
R56 de 2008–2013

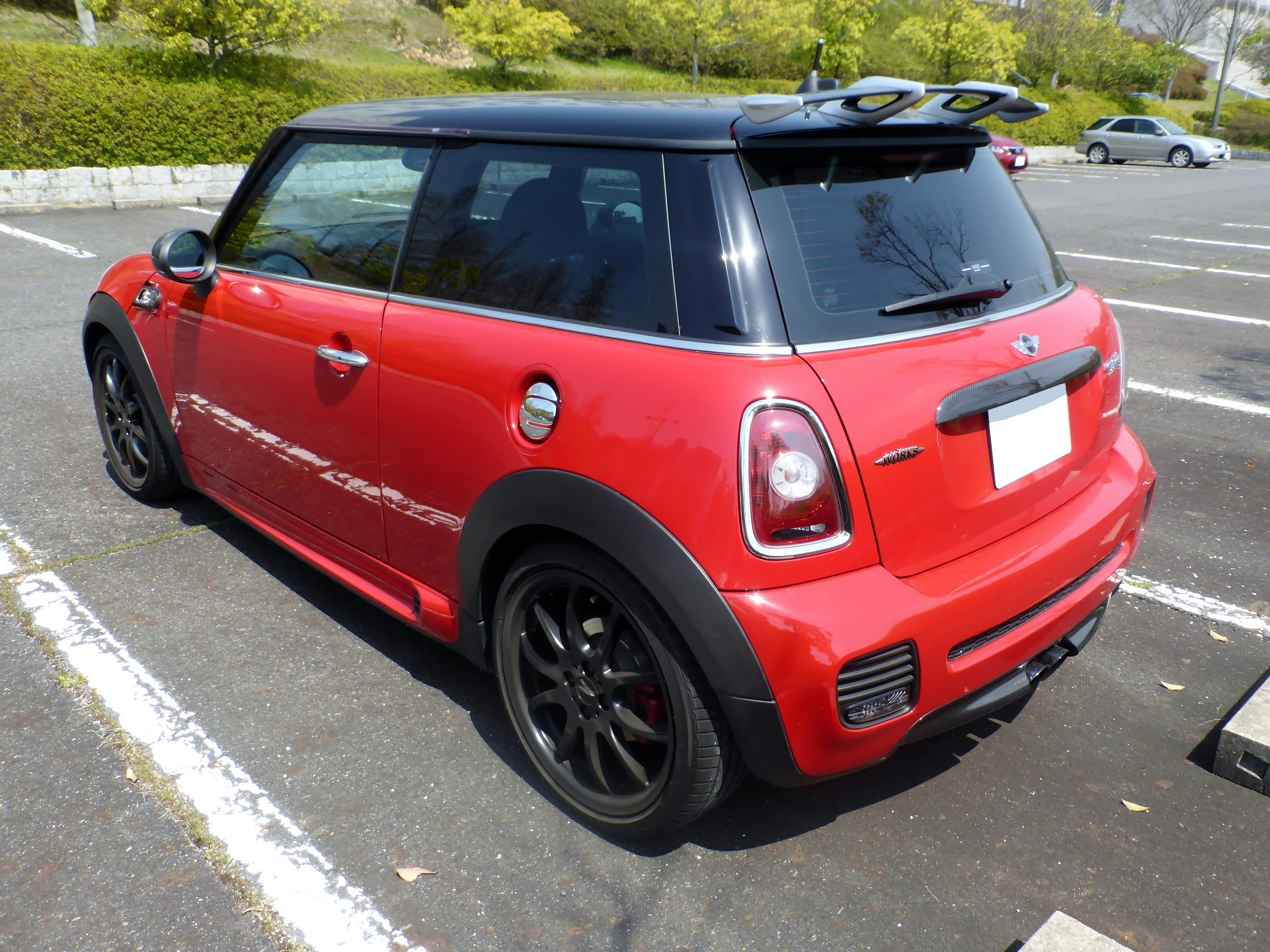
Vista trasera

En 2007, Mini lanzó el paquete de ajuste JCW para la nueva versión "R56" del automóvil. Esta nueva versión pasó a estar turboalimentada en lugar de sobrealimentada. El paquete en sí mismo es muy diferente al del anterior Cooper S. Consiste en un sistema de alimentación mejorado, escape y reasignación de ECU, que eleva la potencia en 17 HP (17 CV; 13 kW) hasta alcanzar los 192 HP (195 CV; 143 kW). La cifra de par sube 10 N·m (7 lb·pie), alcanzando 250 N·m (184 lb·pie) y hasta 270 N·m (199 lb·pie) con overboost. La aceleración de 0 a 100 km/h (0 a 62 mph) pasó a ser de 6.8 segundos y alcanzaba una velocidad máxima de 232 km/h (144 mph). Este paquete se conoce comúnmente como el "Kit Stage 1", aunque esta nomenclatura nunca ha sido empleada oficialmente por JCW ni por BMW.
Según Mike Cooper, este paquete crearía "el Mini más rápido jamás producido" sobre todo debido al par adicional y a la aceleración en plena marcha, que en ciertas situaciones de manejo sería incluso más rápido que el Mini JCW GP con motor de 218 HP (221 CV; 163 kW).
En 2011, el paquete de ajuste JCW se actualizó para el Cooper S LCI 135 kW (181 HP; 184 CV). El paquete consta de un escape mejorado (cat-back), sistema de admisión, múltiple de escap y una reconfiguración de ECU. El paquete de ajuste incluía una pequeña placa con un número de serie único montado en el motor, así como emblemas JCW delanteros y traseros. La potencia se incrementó en 12 kW (16 HP; 16 CV) desde los 135 kW (181 HP; 184 CV) estándar hasta los 147 kW (197 HP; 200 CV).

### John Cooper Works R56 de fábrica

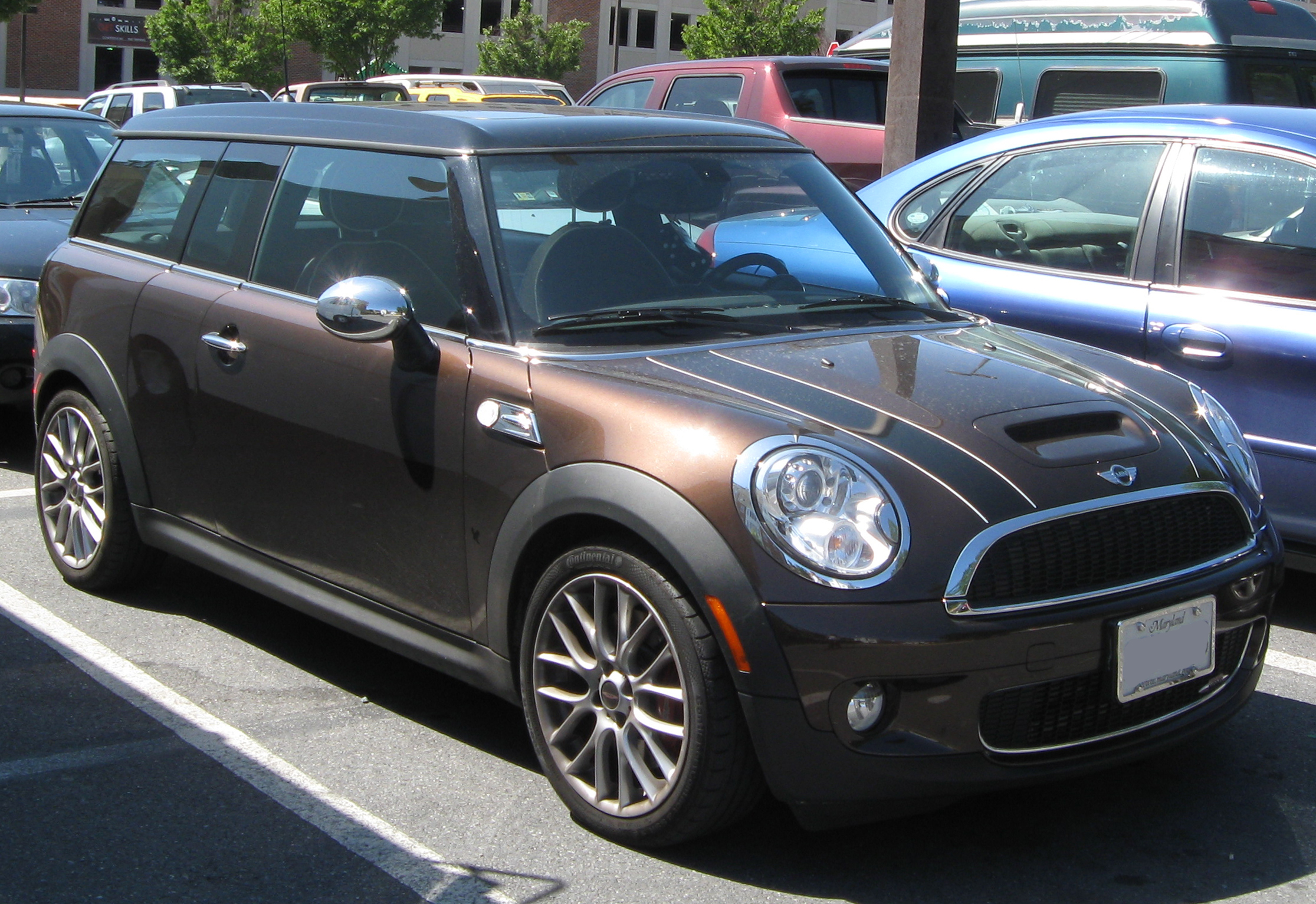
Clubman de 2009

A mediados de 2008, Mini presentó una nueva incorporación a la familia JCW: el Mini John Cooper Works. De hecho, este no es otro paquete de potencia, sino una versión completamente nueva del MINI R56, código de modelo MF91 (MM91 en la versión Clubman). Esta nueva versión viene con grandes diferencias de fábrica, en comparación con el kit de potencia de 192 HP (195 CV; 143 kW) que se puede suministrar a través de la red de distribuidores:
- Potencia máxima de 155 kW (208 HP; 155 kW) a las 6000 rpm y 260 N·m (192 lb·pie) de par máximo o 280 N·m (207 lb·pie) con overboost. Esto se logra mediante un nuevo turbocompresor mejorado, un escape de mayor diámetro y una configuración de ECU más deportiva. El tiempo para pasar de 0 a 100 km/h (0 a 62 mph) se ha reducido a 6.3 segundos o 6.6 en el caso del Clubman. Sin embargo, el consumo de combustible y las emisiones también aumentaron en comparación con el paquete de 192 HP (195 CV; 143 kW), que no tiene cambios en comparación con el Cooper S estándar de 175 HP (177 CV; 130 kW).
- Diferencial autoblocante electrónico (EDLC - Control electrónico de bloqueo del diferencial), ilimitadamente variable entre 0% y 50%, a diferencia del 30% permanente del LSD opcional instalado en el MINI Cooper S R56.
- DTC (Dynamic Traction Control) de serie en todos los modelos de BMW actuales. El John Cooper Works es la primera variante del Mini que viene con DTC que, hasta la fecha, no está disponible ni siquiera como una opción en otras variantes. La principal diferencia entre DTC y el DSC existente es la capacidad de "reasignar" los parámetros de los sistemas de control de tracción y estabilidad, para permitir un manejo más deportivo mientras se siguen empleando estos sistemas en el último minuto, sin desactivarlos por completo.
- Frenos Brembo® de 4 pistones con pinzas JCW, que constan de: pinzas de freno delanteras fijas de aluminio de cuatro pistones con acabado en rojo con el logotipo de John Cooper Works, pinzas traseras de un pistón pintadas en rojo, frenos de disco delanteros ventilados perforados y ranurados de 316 x 22 mm (12,4 x 0,9 pulgadas); y los traseros de 280 x 10 mm (11,0 x 0,4 pulgadas).

### John Cooper Works GP de fábrica de 2013
Comúnmente conocido como GP2, el John Cooper Works GP 2013 es una versión de edición limitada orientada a la pista del hatchback normal de John Cooper Works basado libremente en el coche de carreras JCW Challenge. La producción se limitó a 2000 unidades en todo el mundo. El GP2 cuenta con un motor de cuatro cilindros en línea con inyección directa de 1.6 L turboalimentado que producía 218 HP (221 CV; 163 kW) o 214 HP (217 CV; 160 kW) para los modelos de Estados Unidos, lo que le da un tiempo de 0 a 60 mph (0 a 97 km/h) en 6.1 segundos y una velocidad máxima de 150 mph (241 km/h). El motor es esencialmente idéntico al N18 utilizado en otros modelos de John Cooper Works de 2013, con un ligero aumento en la compresión que explica la modesta ganancia de potencia. De acuerdo con sus raíces deportivas, una transmisión manual de 6 velocidades fue la única opción ofrecida. El GP2 también cuenta con rines exclusivos de 17 pulgadas (43,2 cm), neumáticos de alto rendimiento diseñados en colaboración especial con Kumho, suspensión ajustable con geometría revisada exclusiva del GP, pinzas delanteras Brembo® de 6 pistones tomadas del BMW 135i, una bandeja de cenefa completa y difusor trasero funcional, un alerón con elemento de fibra de carbono, carcasas de espejos rojos, conductos de freno, distintivo propio, un par de asientos deportivos Recaro de edición especial completos con bolsas de aire de impacto lateral y eliminación de los asientos traseros para ahorrar peso. El conjunto de control de estabilidad cuenta con un "modo GP" adicional exclusivo de este modelo que permite un mayor grado de deslizamiento de las ruedas al tiempo que retiene la función del diferencial de deslizamiento limitado electrónico basado en los frenos. Las 500 unidades exportadas a los Estados Unidos originalmente se vendieron al por menor a US$39 950 (equivalente a $52 255 en 2023) cada una y estaban disponibles en una sola configuración.

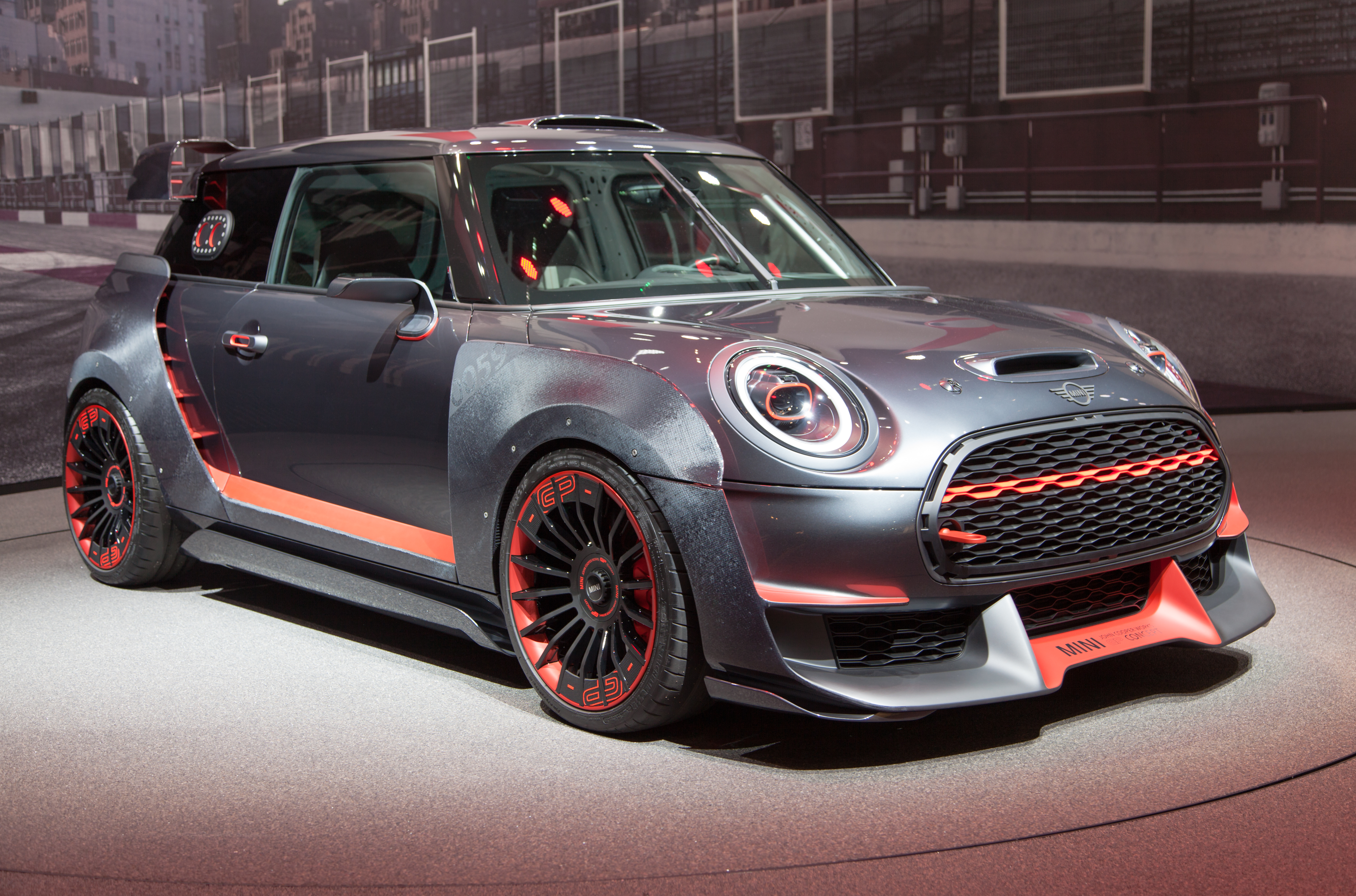
GP Concept
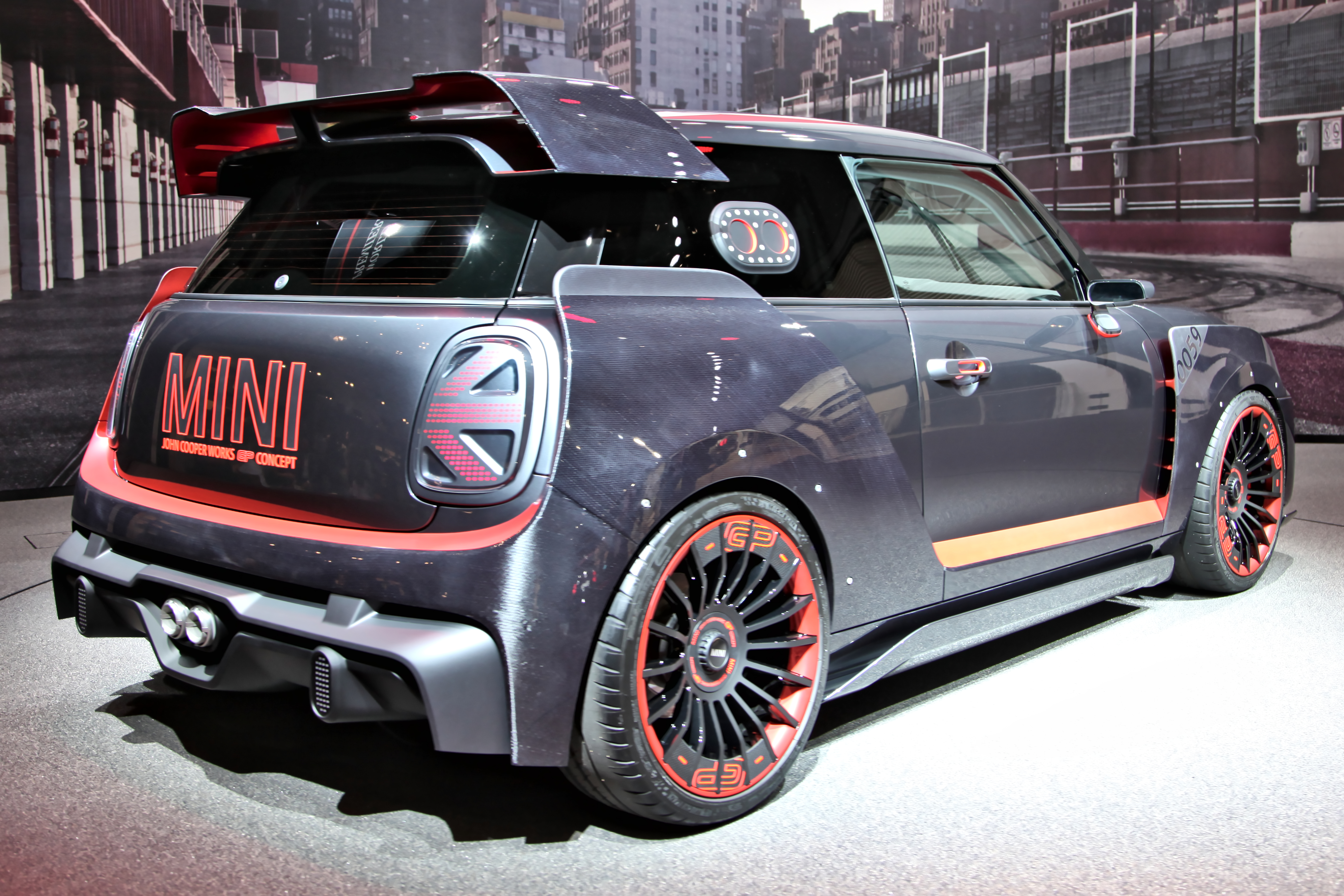
Vista trasera
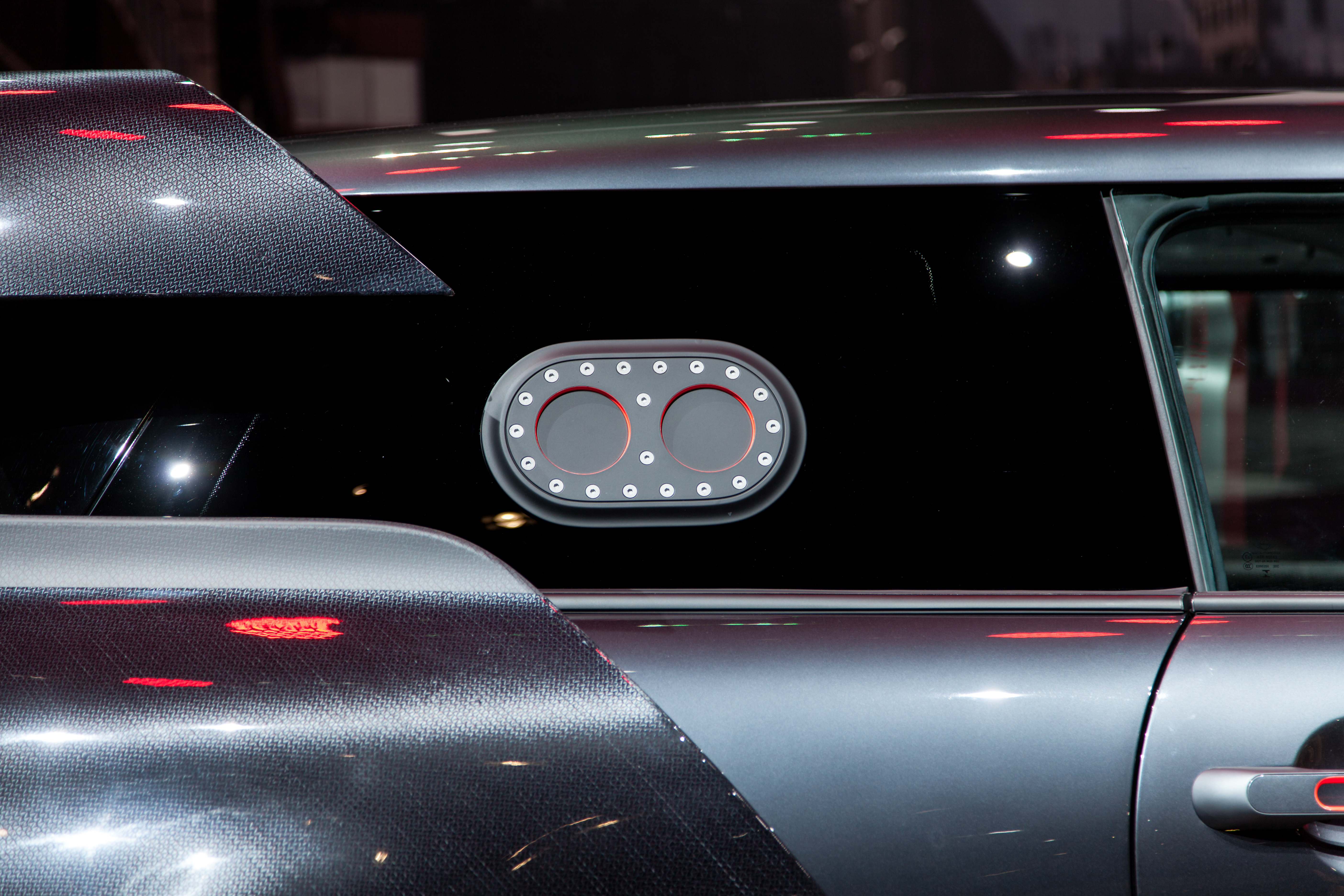
Detalle de la tapa del tanque de combustible
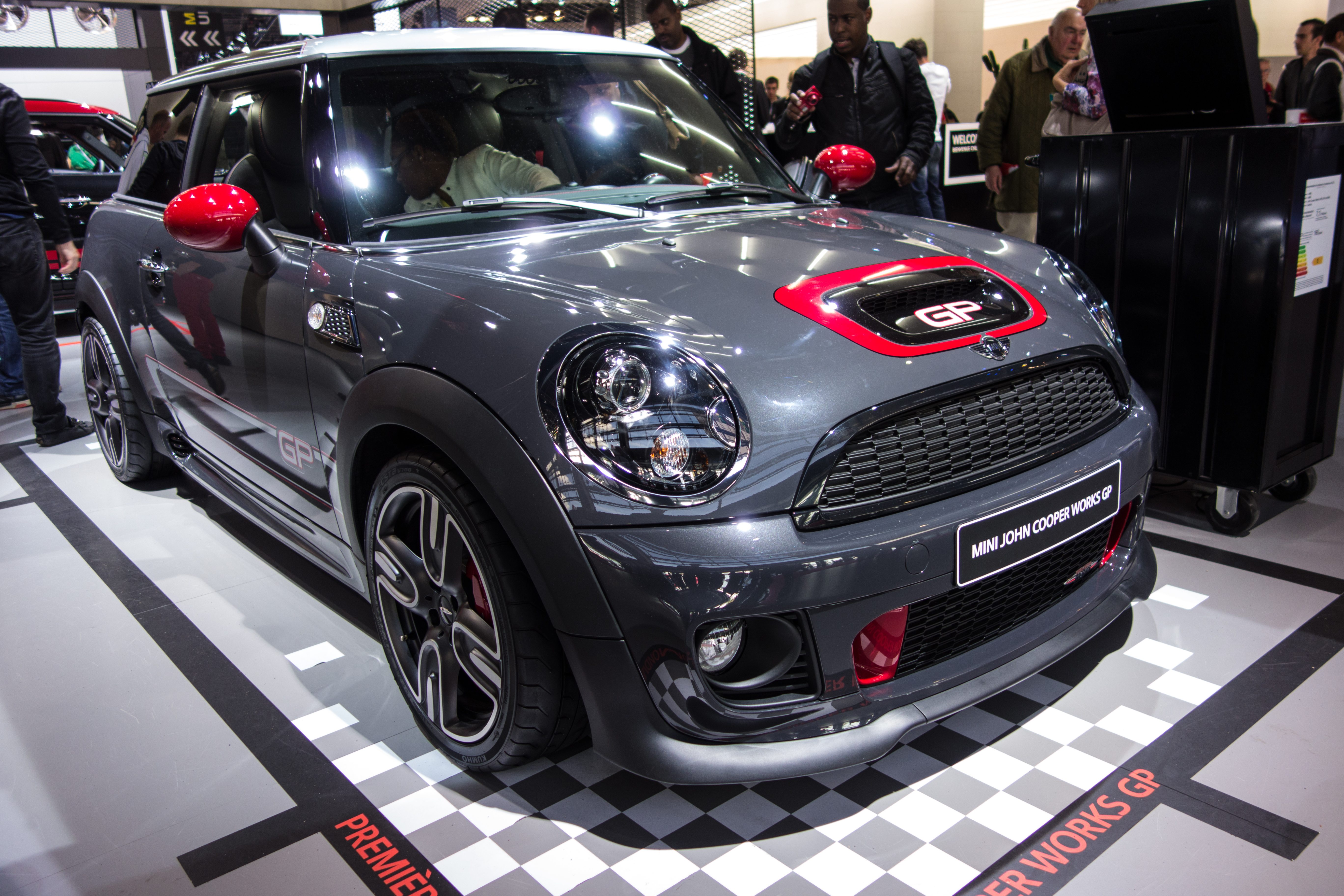
En el Salón del Automóvil de París 2012
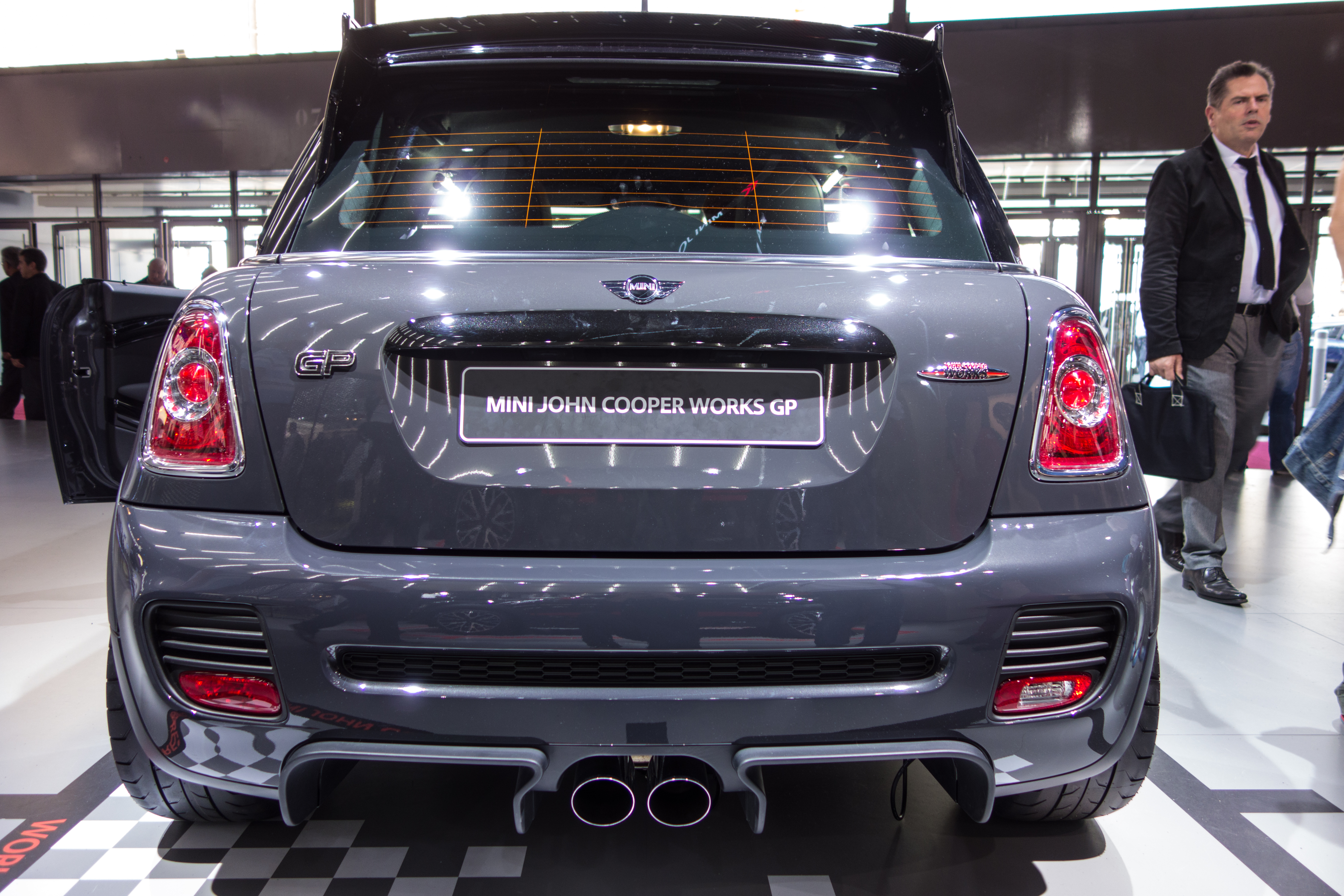
Vista trasera

### En competición
- Se confirmó que dio una vuelta en el circuito de Nürburgring-Nordschleife en 8 minutos y 23 segundos, una mejora con respecto al modelo GP anterior en 19 segundos.[7][8]
- John Hume Sr ganó la división Targa Newfoundland Grand Touring de 2014 en un GP2 y, nuevamente, en 2017.[cita requerida]

### JCW F56
Motorpress de Canadá revisó el F56 JCW y le dio una calificación de 8.3 sobre 10, elogiando sus características de manejo y su potente motor.

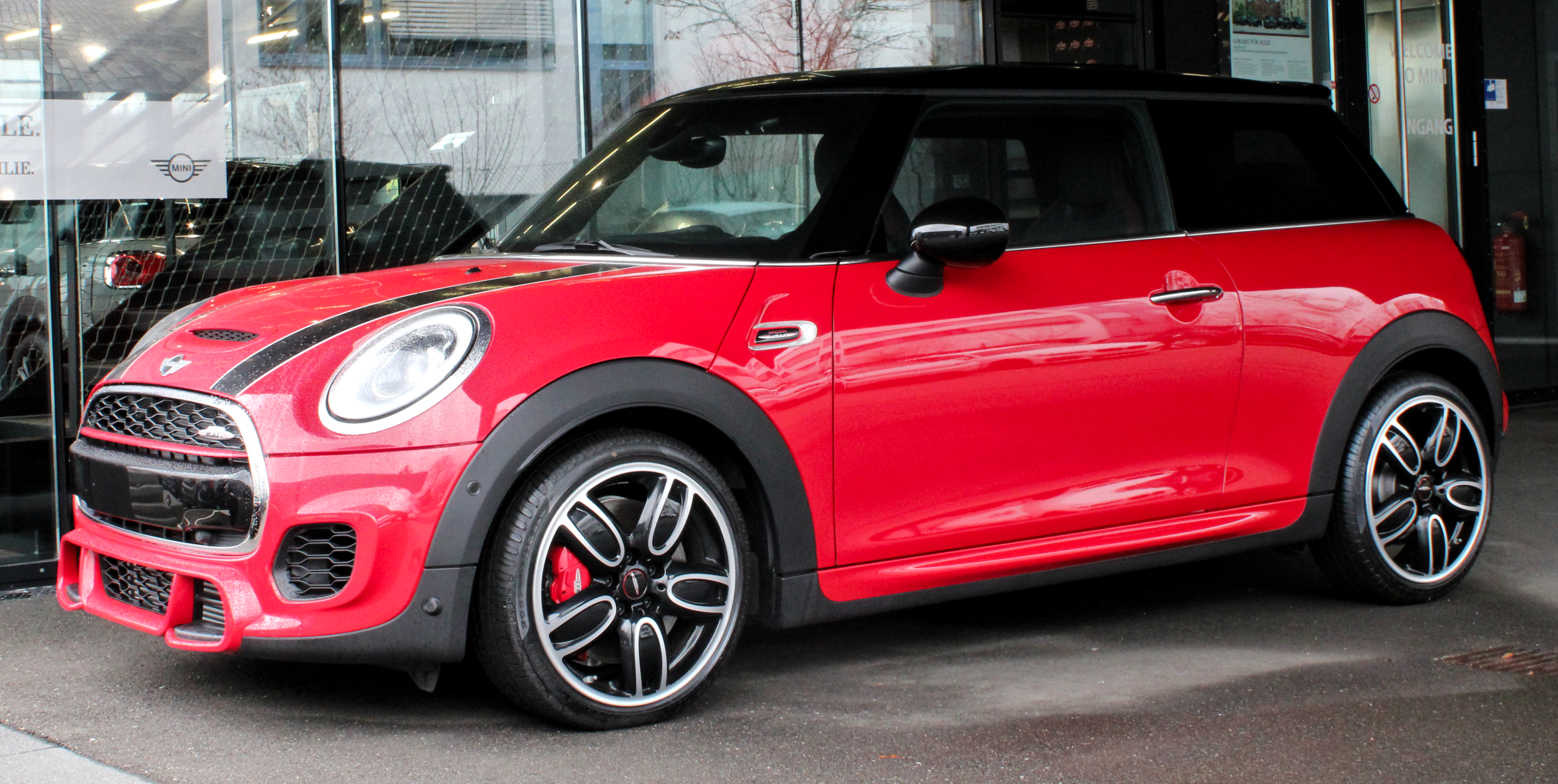
JCW F56 de 2015–2018
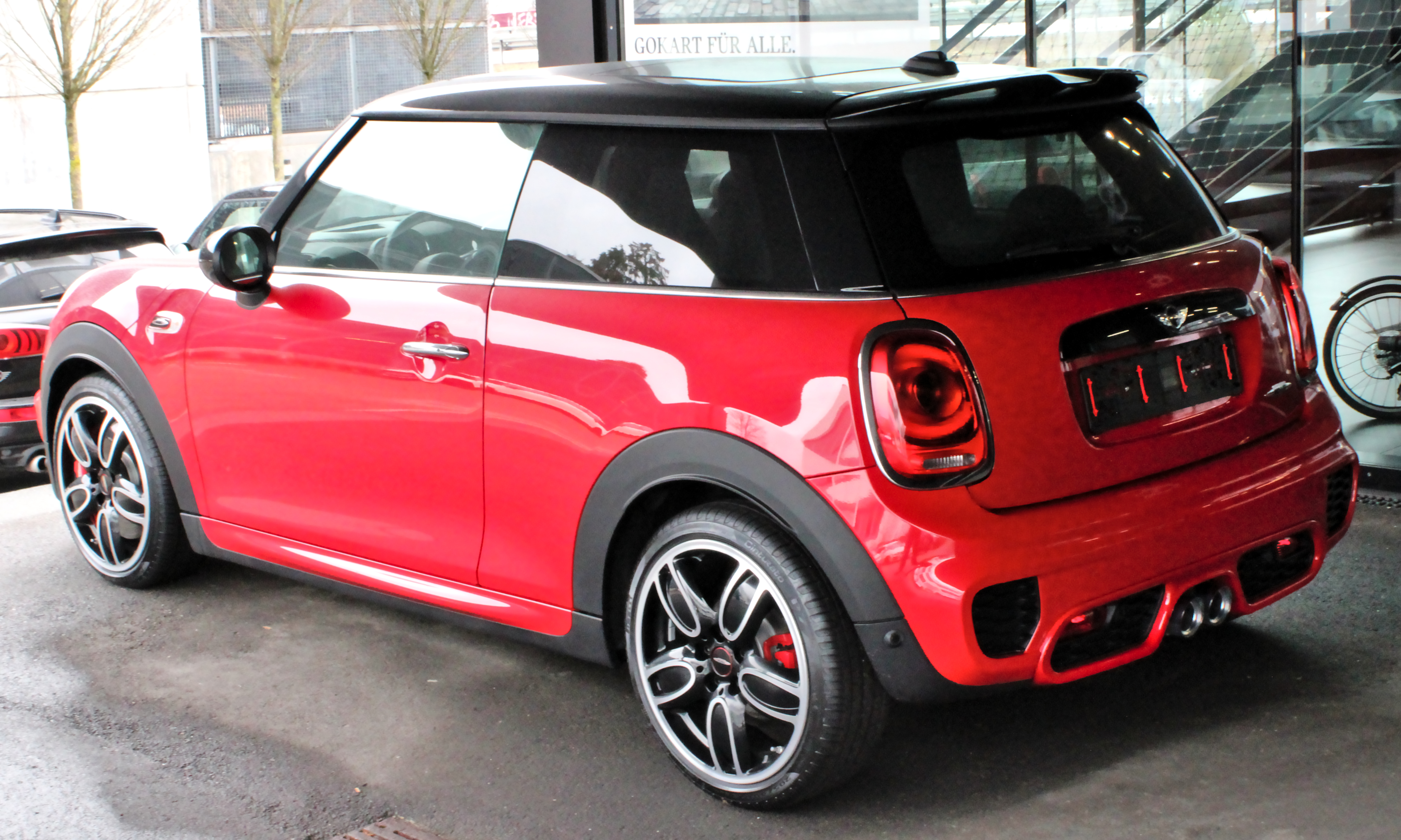
Vista trasera
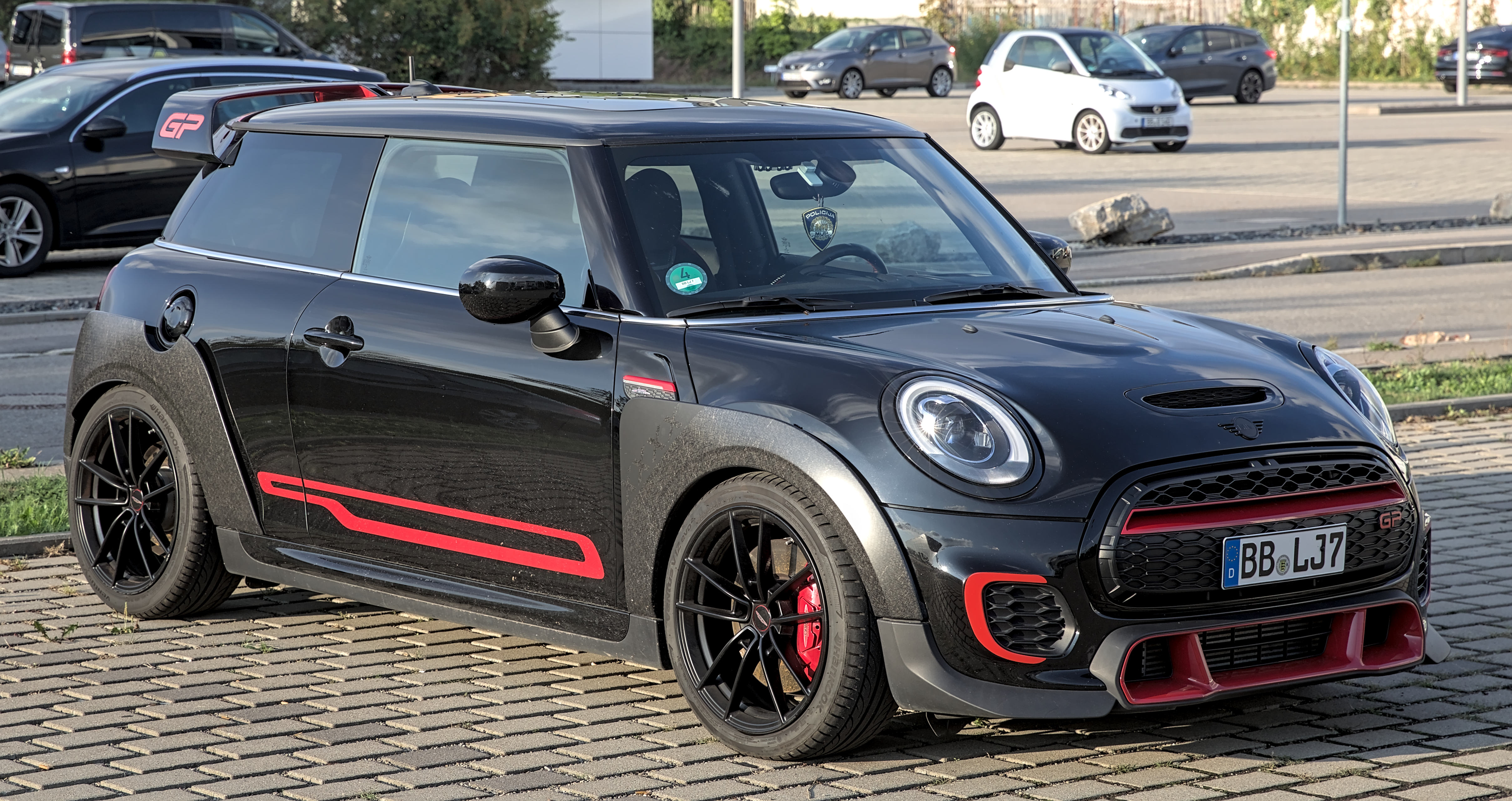
F56 GP de 2020
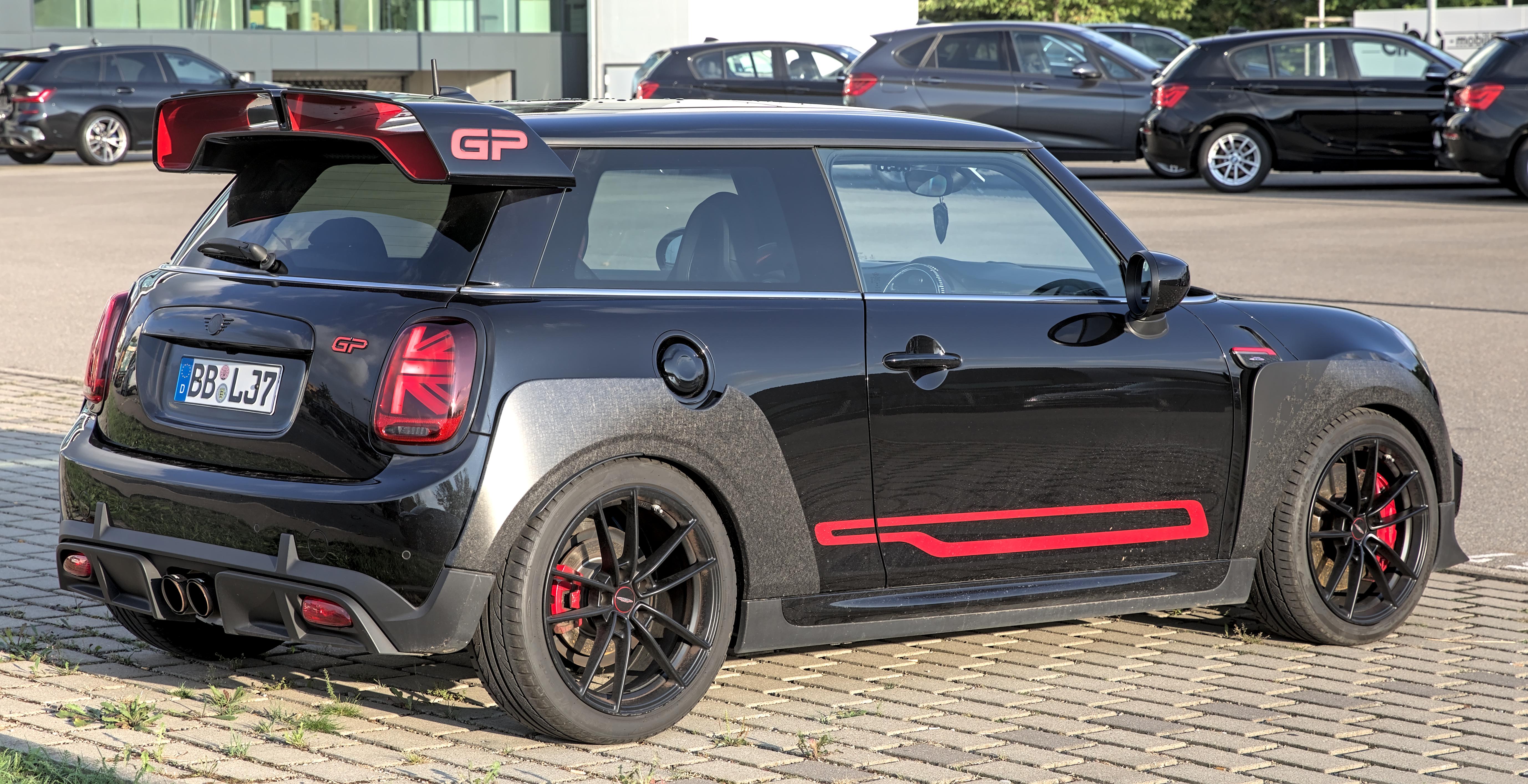
Vista trasera

### Countryman
El John Cooper Works Countryman es el primer JCW de 5 puertas de Mini, presentado en el Salón del Automóvil de Ginebra de 2012. El debut en Norteamérica se dio a conocer en el Salón del Automóvil de Nueva York de 2012.[cita requerida]

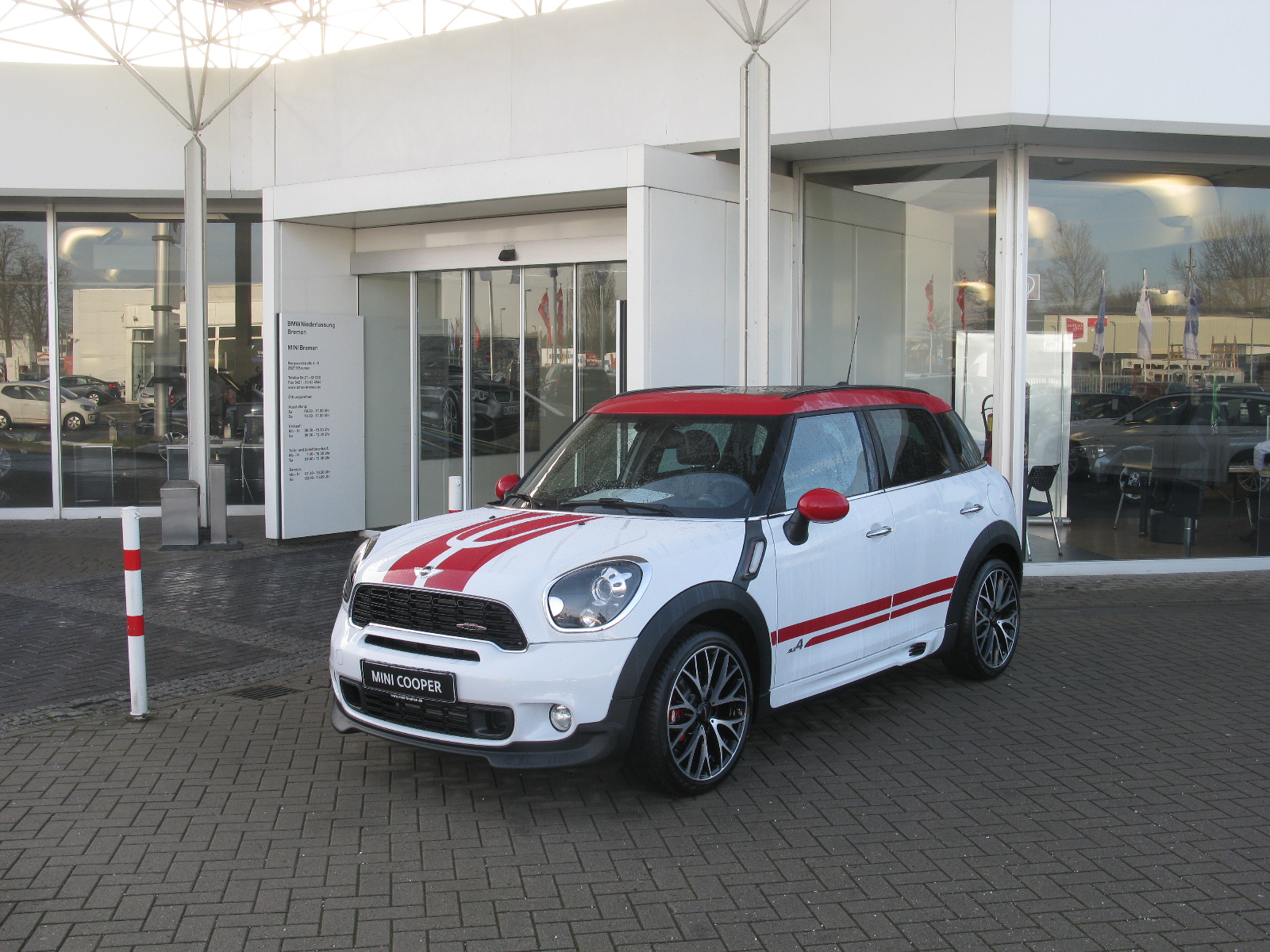
Countryman de 2012–2017
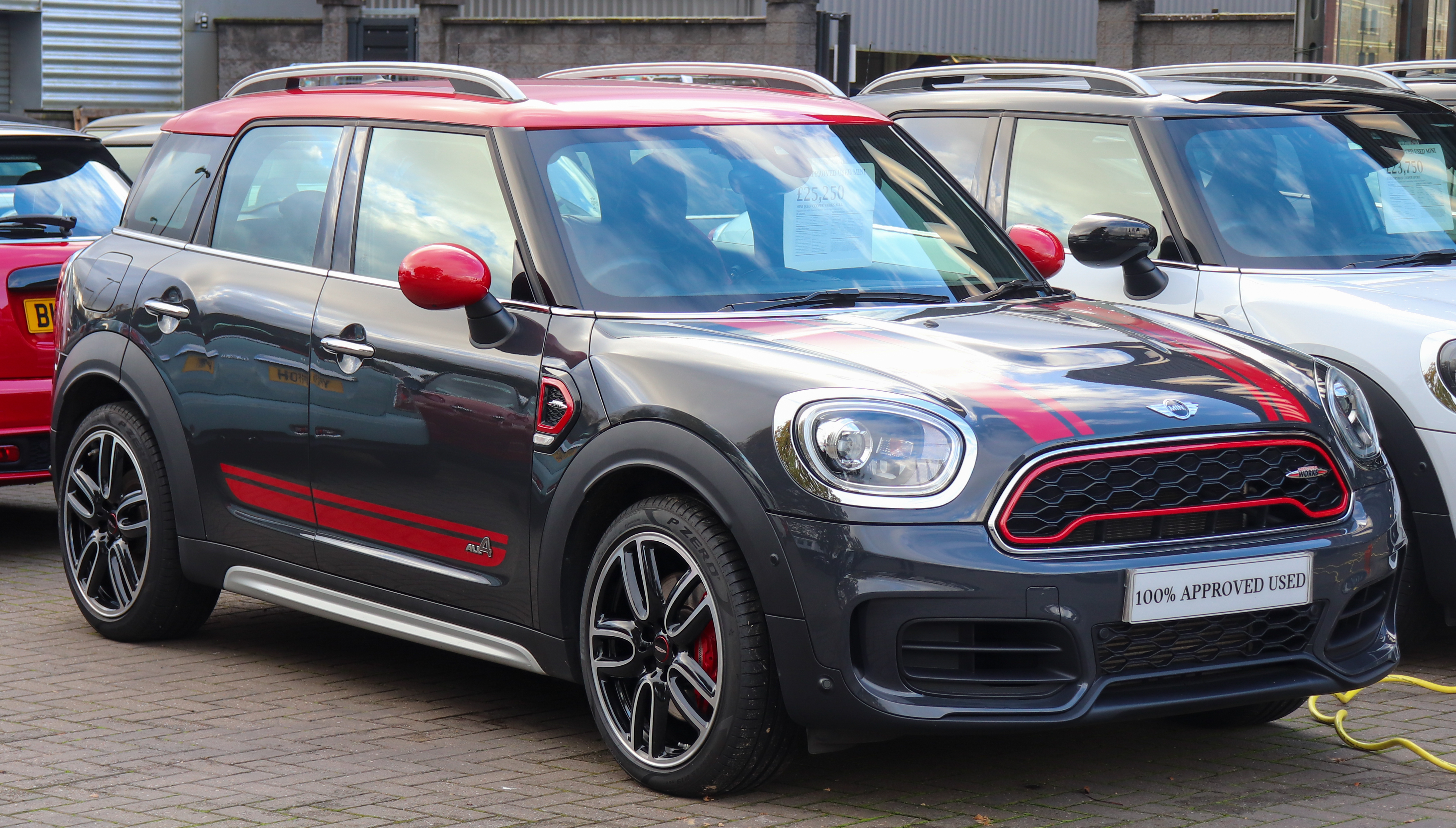
Countryman ALL4 2.0 de 2017–2023
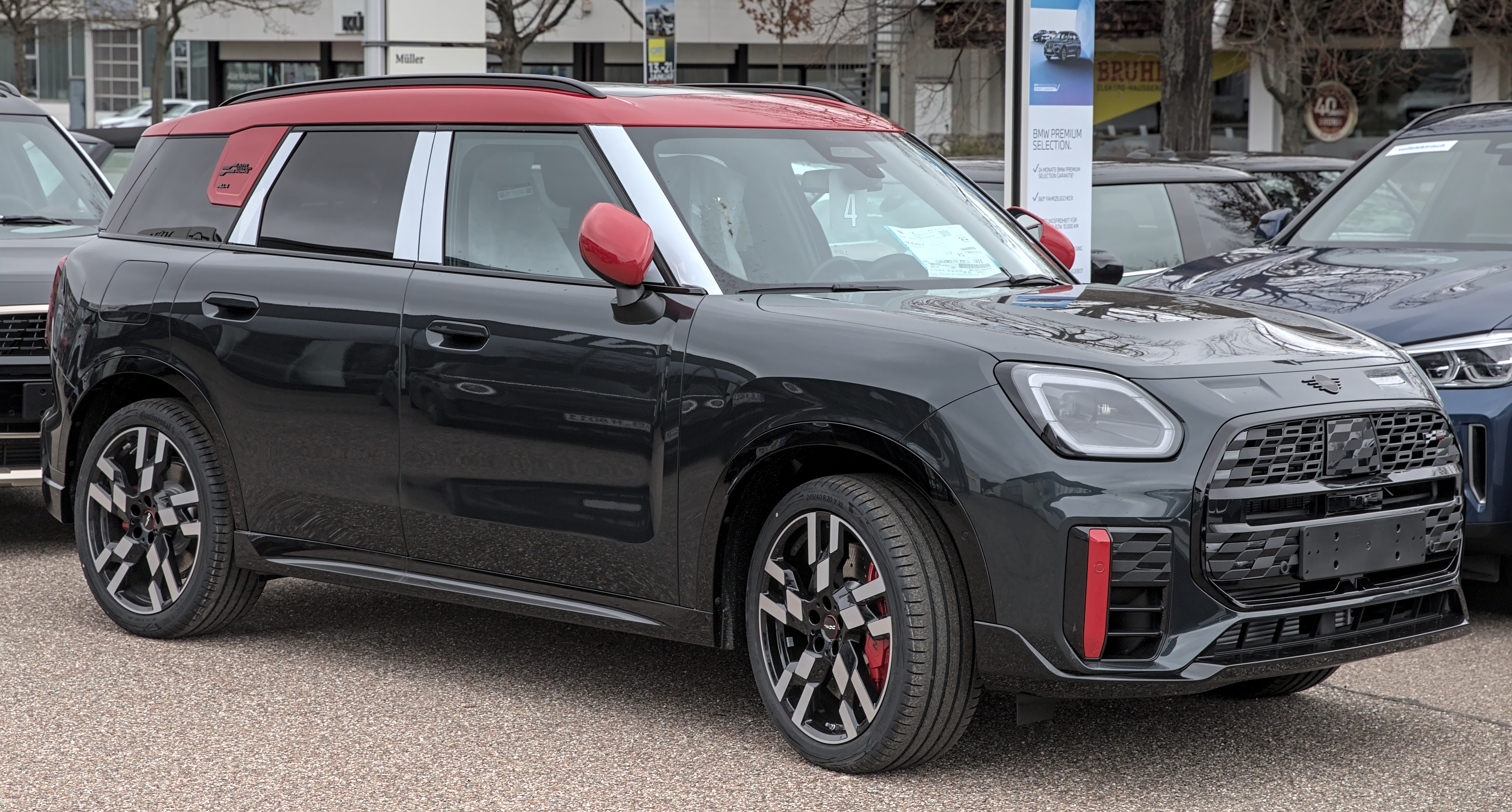
Countryman U25